# John Keene (écrivain)
Pour les articles homonymes, voir Keene.
Œuvres principales
- Contrenarrations

John Keene, né en 1965 à Saint-Louis dans le Missouri, est un écrivain américain.

## Œuvre traduite en français

### Récits
- Contrenarrations, Cambourakis, 2016 ((en) Counternarratives, New Directions Publishing Corporation, 2015), trad. Bernard Hœpffner, 384 p.  (ISBN 978-2366242140)American Book Awards 2016, Prix Republic of Consciousness 2017.